# Gran Premi de França del 1997
Resultats del Gran Premi de França de Fórmula 1 de la temporada 1997, disputat al circuit de Nevers Magny-Cours el 29 de juny del 1997.

## Resultats
| Pos | No | Pilot                 | Equip                 | Voltes | Temps/ Retirada  | Pos. de sortida | Punts |
| --- | -- | --------------------- | --------------------- | ------ | ---------------- | --------------- | ----- |
| 1   | 5  | Michael Schumacher    | Ferrari               | 72     | 1h 38' 50. 4     | 1               | 10    |
| 2   | 4  | Heinz-Harald Frentzen | Williams - Renault    | 72     | + 23.537 s       | 2               | 6     |
| 3   | 6  | Eddie Irvine          | Ferrari               | 72     | + 1' 14.801 min. | 5               | 4     |
| 4   | 3  | Jacques Villeneuve    | Williams - Renault    | 72     | + 1' 21.784 min. | 4               | 3     |
| 5   | 7  | Jean Alesi            | Benetton - Renault    | 72     | + 1' 22.735 min. | 8               | 2     |
| 6   | 11 | Ralf Schumacher       | Jordan - Peugeot      | 72     | + 1' 29.871 min. | 3               | 1     |
| 7   | 10 | David Coulthard       | McLaren - Mercedes    | 71     | Col·lisió        | 9               |       |
| 8   | 16 | Johnny Herbert        | Sauber - Petronas     | 71     | + 1 Volta        | 14              |       |
| 9   | 12 | Giancarlo Fisichella  | Jordan - Peugeot      | 71     | + 1 Volta        | 11              |       |
| 10  | 14 | Jarno Trulli          | Prost - Mugen - Honda | 70     | + 2 Voltes       | 6               |       |
| 11  | 20 | Ukyo Katayama         | Minardi - Hart        | 70     | + 2 Voltes       | 21              |       |
| 12  | 1  | Damon Hill            | Arrows - Yamaha       | 69     | + 3 Voltes       | 17              |       |
| Ret | 19 | Mika Salo             | Tyrrell - Ford        | 61     | Part elèctrica   | 19              |       |
| Ret | 8  | Alexander Wurz        | Benetton - Renault    | 60     | Virolla          | 7               |       |
| Ret | 2  | Pedro Diniz           | Arrows - Yamaha       | 58     | Virolla          | 16              |       |
| Ret | 17 | Norberto Fontana      | Sauber - Petronas     | 40     | Virolla          | 20              |       |
| Ret | 22 | Rubens Barrichello    | Stewart - Ford        | 36     | Motor            | 13              |       |
| Ret | 23 | Jan Magnussen         | Stewart - Ford        | 33     | Frens            | 15              |       |
| Ret | 9  | Mika Häkkinen         | McLaren - Mercedes    | 18     | Motor            | 10              |       |
| Ret | 18 | Jos Verstappen        | Tyrrell - Ford        | 15     | Virolla          | 18              |       |
| Ret | 15 | Shinji Nakano         | Prost - Mugen - Honda | 7      | Virolla          | 12              |       |
| Ret | 21 | Tarso Marques         | Minardi - Hart        | 5      | Motor            | 22              |       |

## Altres
- Pole: Michael Schumacher 1' 14. 548

- Volta ràpida: Michael Schumacher 1' 17. 910 (a la volta 37)